# بيردسك
بيردسك (بالروسية: Бердск) هي إحدى مدن روسيا في الكيان الفدرالي الروسي نوفوسيبيرسك أوبلاست.

## أعلام
- أرتيوم أوفتشكين